# Jusqu'au dernier homme
Pour les articles homonymes, voir To the Last Man.
Pour plus de détails, voir Fiche technique et Distribution.
Jusqu'au dernier homme (To the Last Man) est un film américain réalisé par Victor Fleming, sorti en 1923. Dix ans après en 1933, une seconde version parlante cette fois de ce film est réalisée par Henry Hathaway et interprétée par les acteurs Randolph Scott, Esther Ralston et Jack La Rue : To the Last Man

## Synopsis
Une querelle entre les familles Colby et Hayden commence dans les collines du Kentucky et se poursuit dans les montagnes de l'Ouest après la guerre civile américaine. Le conflit entre le vigilantisme et la loi dans un environnement frontalier et les amants des deux familles rivales est également impliqué. À un moment donné au cours du chaos qui a suivi, l'un des méchants a tiré sur la tête de la poupée d'un enfant âgée de 5 ans, juste devant l'enfant.

## Fiche technique
- Titre : Jusqu'au dernier homme
- Titre original : To the Last Man
- Réalisation : Victor Fleming
- Scénario : Doris Schroeder d'après le roman de Zane Grey
- Direction artistique : Henry Hathaway
- Pays de production : États-Unis
- Format : Noir et blanc - Film muet
- Genre : western
- Date de sortie : 1923

## Distribution
- Richard Dix : Jean Isbel
- Lois Wilson : Ellen Jorth
- Noah Beery : Colter
- Robert Edeson : Gaston Isbel
- Frank Campeau : Blue
- Fred Huntley : Lee Jorth
- Ed Brady : Daggs
- Eugene Pallette : Simm Bruce
- Tom London : Guy
- Guy Oliver : Bill
- Winifred Greenwood : Mme Guy